# Enterprise Rupes
L'Enterprise Rupes è una struttura geologica della superficie di Mercurio.